# カリフォルニア (ジョニ・ミッチェルの曲)
「カリフォルニア」（California）は、ジョニ・ミッチェルが作詞作曲し1971年に発表した楽曲。

## 概要
グレアム・ナッシュと別れたミッチェルは1970年の春の初め、ヨーロッパに旅立った。彼女はクレタ島のマタラからナッシュに「私を自由にさせてくれ」という電報を送り、スペインのフォルメンテラ島でアルバム『ブルー』に収められた曲のいくつかを書いた。「カリフォルニア」もその一つである。
「パリの公園のベンチに座って／新聞を読んでいるのだけれど書かれてあることはまったくひどいことばかり／誰が平和に機会を与える（give peace a chance）というの？／あれは私たちが見たつかの間の夢だったのかもしれない」
という冒頭の歌詞は、ジョン・レノンが1969年に発表したシングル「平和を我等に」を踏まえて書かれた。
レコーディングはロサンゼルスのA&Mスタジオで行われた。1971年6月発売の4枚目のアルバム『ブルー』に収録され、同年10月にシングルカットされた。B面は「ア・ケイス・オブ・ユー」。
1970年10月29日、ミッチェルはジェームズ・テイラーと共にBBCのためにロンドンの Paris Theatre でコンサートを行い、本作品も演奏された。このときの音源はいくつかのブートレッグに収められている。
ウィルソン・フィリップスがアルバム『California』（2004年）の中でカバーしている。

## 演奏者
- ジョニ・ミッチェル - リード・ボーカル、アパラチアン・ダルシマー、アコースティック・ギター
- ジェームズ・テイラー - アコースティック・ギター
- スニーキー・ピート・クレイナウ - スティール・ギター
- ラス・カンケル - ドラムズ